# Гран-прі Львова 1933
Гран-прі Львова 1933 (офіційно — III Międzynarodowe Okrężne Wyścigi Automobilowe) — четверта автогонка у серії Гран-прі Львова, організована Малопольським автомобільним клубом на вулицях Львова 11 червня 1933 року. Останнє Гран-прі в історії Польщі. У гонці домінували троє гонщиків зі Скандинавії. Єдиний нескандинавський пілот, який закінчив гонку, був дискваліфікований за порушення регламенту під час піт-стопу.

## Стартовий список пілотів
| №  | Пілот                | Автомобіль          | Двигун  |
| -- | -------------------- | ------------------- | ------- |
| 2  | Ян Кубічек           | Bugatti T35B        | 2.3 S-8 |
| 4  | Євген Бьорнстад      | Alfa Romeo 8C Monza | 2.3 S-8 |
| 6  | Волтер Вустров       | Bugatti T35C        | 2.0 S-8 |
| 8  | Пер-Віктор Віденгрен | Alfa Romeo 8C Monza | 2.3 S-8 |
| 10 | Карл Ебб             | Mercedes-Benz SSK   | 7.1 S-6 |
| 12 | Роджер Монард        | Bugatti T35B        | 2.3 S-8 |
| 14 | Жорж Наду            | Bugatti T35B        | 2.3 S-8 |
| 16 | Ренато Балестреро    | Alfa Romeo 8C Monza | 2.3 S-8 |
| 18 | Лясло Хартманн       | Bugatti T35B        | 2.3 S-8 |
| 20 | Едвард Завідовський  | Bugatti T35B        | 2.3 S-8 |
|    | Берє Далін           | Mercedes-Benz SSK   | 7.1 S-6 |

| №  | Пілот             | Автомобіль        | Двигун  |
| -- | ----------------- | ----------------- | ------- |
| 24 | Ян Ріппер         | Bugatti T37A      | 1.5 S-4 |
| 26 | Енн Роуз Ітьє     | Bugatti T51A      | 1.5 S-8 |
| 28 | Гвідо Ланді       | Maserati 4CTR/4CM | 1.5 S-8 |
| 30 | Ганс Сімонс       | Bugatti T37A      | 1.5 S-4 |
| 32 | П'єр Вейрон       | Bugatti T51A      | 1.5 S-8 |
| 34 | Марія Кожьм'янова | Bugatti T37A      | 1.5 S-4 |
| 36 | Ернст Бургаллер   | Bugatti T51A      | 1.5 S-8 |
| 38 | Вітторія Орсіні   | Maserati 4CM-1500 | 1.5 S-4 |
| 40 | Станіслав Холуй   | Bugatti T37A      | 1.5 S-4 |
| 42 | Ганс Рюш          | Alfa Romeo 6C     | 1.5 S-6 |
|    | Бруно Сойка       | Bugatti T37A      | 1.5 S-4 |

## Вільні заїзди
Тренування проводились у четвер, п'ятницю та суботу з 4 ранку до 6 ранку. Незважаючи на ранню годину та дощову погоду, за тренуванням спостерігали тисячі глядачів. Бьорнстад був найшвидшим на тренуванні з часом 2:08, тоді як Бурггаллер лідирував у класі Voiturette (мініатюрні автомобілі) з часом 2:14. Наприкінці суботнього тренування Хартманн намагався посавити найкращий час. Коли він вирішив повернутися до боксів, то раптово уповільнив рух. У той же час Віденгрен наближався до нього на повній швидкості, і машини зіткнулися. Хартман випав з машини і вдарився об паркан. Його доставили до лікарні, і він не зміг брати участі у перегонах. У автомобілі Віденгрена була пошкоджена передня вісь, але швед підготував нову машину до старту. Едвард Завідовський не зміг взяти участь у гонці через грип.

## Стартова решітка
| 1-ша лінія        | Поз. 3                |                   | Поз. 2               |                      | Поз. 1              |
|                   | Вустров Bugatti       |                   | Бьорнстад Alfa Romeo |                      | Кубічек Bugatti     |
| 2-га лінія        |                       | Поз. 5            |                      | Поз. 4               |                     |
|                   |                       | Ебб Mercedes-Benz |                      | Віденгрен Alfa Romeo |                     |
| 3-тя лінія        | Поз. 8                |                   | Поз. 7               |                      | Поз. 6              |
|                   | Балестреро Alfa Romeo |                   | Наду Bugatti         |                      | Монард Bugatti      |
| 50 метрів перерви |                       |                   |                      |                      |                     |
| 4-та лінія        | Поз. 3                |                   | Поз. 2               |                      | Поз. 1              |
|                   | Ланді Maserati        |                   | Ітьє Bugatti         |                      | Ріппер Bugatti      |
| 5-та лінія        |                       | Поз. 5            |                      | Поз. 4               |                     |
|                   |                       | Вейрон Bugatti    |                      | Сімонс Bugatti       |                     |
| 6-та лінія        | Поз. 8                |                   | Поз. 7               |                      | Поз. 6              |
|                   | Орсіні Maserati       |                   | Бургаллер Bugatti    |                      | Кожьм'янова Bugatti |
| 7-ма лінія        |                       | Поз. 10           |                      | Поз. 9               |                     |
|                   |                       | Рюш Bugatti       |                      | Холуй Bugatti        |                     |

## Перегони
Перегони розпочався о 14.30 під сильним дощем. Незважаючи на негоду, на трасу вийшло 30 000 вболівальників. Пілоти вишикувались на стартовій решітці за номерами. Першою групою стали гонщики основного класу, які стартували в трьох рядах, а пілоти у класі Voiturette стали на 50 метрів позаду, і стартували в гонці через одну хвилину після основного класу.
Незабаром після старту гонки Бьорнстад вийшов уперед. Ебб був другим, а Віденгрен — третім. Незабаром швед обігнав Фіна і піднявся на друге місце. Після перших 10 кіл дощ став менш інтенсивними. Троє скандинавів домінували на перших колах гонки, але на 14-му колі в двигун автомобіля Ебба вийшов з ладу, і пілот був змушений зійти. Віденгрен піднявся на першу позицію на 34 колі, обігнавши Бьорнстада навпроти трибуни. Тим часом у гонці залишалось лише троє водіїв після того, як водії Bugatti зійшли через технічні проблеми.
Після половини пройденої дистанції, Віденгрен мав хвилину переваги перед Бьорнстадом. Дощ зупинився приблизно після 60 кола, але дорога все ще була мокрою та слизькою. На 76-му колі Віденгрен заїхав у бокси за паливом. Керівник пункту заправки попросив його вимкнути двигун під час заправки, але проблема з перезапуском двигуна коштувала шведові три хвилини.
На 95 колі італієць Балестреро, який знаходився на другій позиції теж заїхав у бокси за паливом, але не вимкнув двигун, через що був дискваліфікаований. Через додатковий паливний бак Бьорнстаду не довелося їхати заправлятися під час перегонів.
Першим фінішував Бьорнстад, через три хвилини — Балестреро, третім — Віденгрен.
Через вісім хвилин після шведа, Voiturette Вейрона першим перетнуло фінішну пряму, за ним — Бургаллер, Ланді та Ріппер.
Через дощ середня швидкість переможця була приблизно на чотири кілометри на годину повільнішою, ніж швидкість Каріччолли у подібному автомобілі на Гран-прі Львова в 1932 році.

### Класифікація основного класу
| Поз.                                                             | №  | Пілот                | Автомобіль               | Кола | Час/Причина сходу | Старт |
| ---------------------------------------------------------------- | -- | -------------------- | ------------------------ | ---- | ----------------- | ----- |
| 1                                                                | 4  | Євген Бьорнстад      | Alfa Romeo 8C-2300 Monza | 100  | 3:40:28           | 2     |
| ДСК                                                              | 16 | Ренато Балестреро    | Alfa Romeo 8C-2300 Monza | 99   | 3:43:53,3         | 8     |
| 2                                                                | 8  | Пер-Віктор Віденгрен | Alfa Romeo8 C-2300 Monza | 99   | 3:44:25,2         | 4     |
| Некласифіковані                                                  |    |                      |                          |      |                   |       |
| Схід                                                             | 14 | Жорж Наду            | Bugatti 35B              | 89   |                   | 7     |
| Схід                                                             | 2  | Ян Кубічек           | Bugatti 35B              | 38   |                   | 1     |
| Схід                                                             | 6  | Волтер Вустров       | Bugatti 35C              | 32   | двигун            | 3     |
| Схід                                                             | 12 | Роджер Монард        | Bugatti 35B              | 23   | двигун            | 6     |
| Схід                                                             | 10 | Карл Ебб             | Mercedes-Benz SSK        | 20   | двигун/радіатор   | 5     |
| НС                                                               | 18 | Лясло Хартманн       | Bugatti 35B              |      |                   | 9     |
| НС                                                               | 20 | Едвард Завідовський  | Bugatti 35B              |      |                   |       |
| Найшвидше коло: Євген Бьорнстад — 2:06,210 (86.7 км/год; 7 коло) |    |                      |                          |      |                   |       |
| Джерело:                                                         |    |                      |                          |      |                   |       |

### Класифікація класу Voiturette
| Поз.            | №  | Пілот             | Автомобіль        | Кола | Час/Причина сходу             | Старт |
| --------------- | -- | ----------------- | ----------------- | ---- | ----------------------------- | ----- |
| 1               | 32 | П'єр Вейрон       | Bugatti 51A       | 100  | 3:52:44,1                     | 5     |
| 2               | 36 | Ернст Бургаллер   | Bugatti 51A       | 100  | 3:54:02                       | 7     |
| 3               | 28 | Гвідо Ланді       | Maserati 4CTR/4CM | 99   | 3:55:36,4                     | 3     |
| 4               | 24 | Ян Ріппер         | Bugatti 37A       | 95   | 4:04:26,4                     | 1     |
| 5               | 26 | Енн Роуз Ітьє     | Bugatti 51A       | 94   |                               | 2     |
| Некласифіковані |    |                   |                   |      |                               |       |
| НК              | 34 | Марія Кожьм'янова | Bugatti 37A       | 93   |                               | 6     |
| Схід            | 30 | Ганс Сімонс       | Bugatti 37A       | 78   | зламаний важіль зміни передач | 4     |
| Схід            | 42 | Станіслав Холуй   | Bugatti 37А       | 53   | гальма                        | 9     |
| Схід            | 40 | Ганс Рюш          | Alfa Romeo 6C     | 45   |                               | 10    |
| Схід            | 38 | Вітторія Орсіні   | Maserati 4CM-1500 | 7    | втома                         | 8     |
| НС              | ?  | Бруно Сойка       | Bugatti 37A       |      | хвороба                       |       |
| Джерело:        |    |                   |                   |      |                               |       |